# Dion Waiters
Dion Waiters (Filadelfia, 10 dicembre 1991) è un ex cestista statunitense, professionista nella NBA.

## Biografia
Nasce a Filadelfia, in Pennsylvania, da Dion Waiters Sr. e Monique Brown, che lo partorì diciassettenne e lo crebbe; suo padre, al momento della sua nascita, si trovava in carcere. Quattro ore dopo essere nato, sua nonna morì. Waiters crebbe giocando a pallacanestro a ogni ora del giorno, non preoccupandosi nemmeno del tempo meteorologico. In famiglia, le sue principali figure di riferimento furono sua madre e il suo patrigno, James Barnes.

## Carriera

### College (2010-2012)
Ha frequentato dal 2010 al 2012 il prestigioso college di Syracuse. Nell'anno da freshman annovera fra le statistiche una media di 6,6 punti a partita, 1,5 assist e 1,6 rimbalzi. L'anno della consacrazione è però il secondo, dove alza le medie portandole a 12,6 punti, 2,5 assist e 2,3 rimbalzi per partita. Al termine della stagione NCAA si dichiara eleggibile al Draft NBA.

### NBA

#### Cleveland Cavaliers (2012-2015)

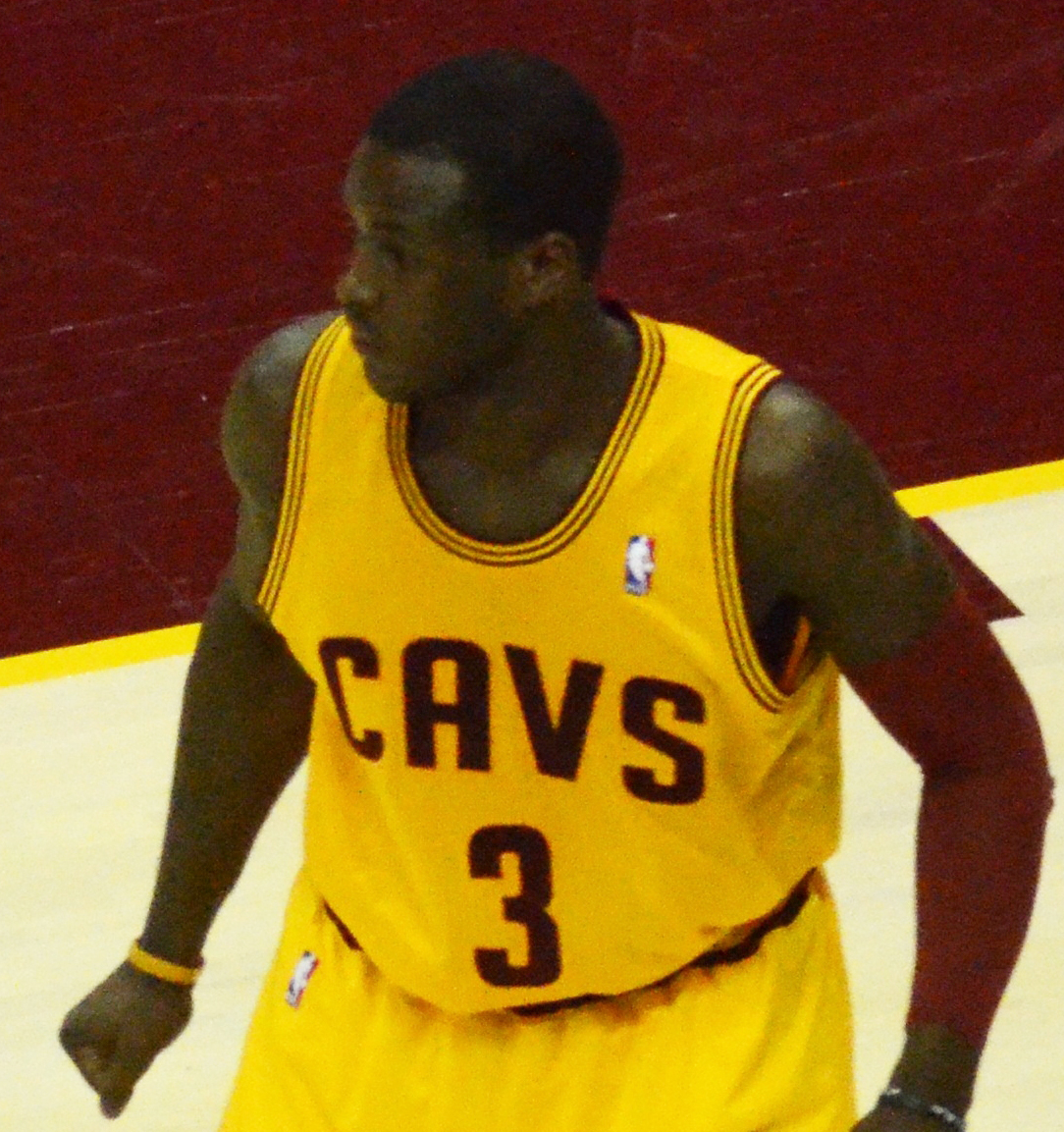
Waiters con la casacca dei Cleveland Cavaliers nel 2012

Il 28 giugno 2012, al draft NBA, la guardia di Filadelfia viene chiamata con la quarta scelta assoluta a vestire la casacca dei Cleveland Cavaliers. Nessuno si aspettava per lui una scelta così alta, tuttavia aveva parecchi estimatori che giudicavano altissimo il potenziale del ragazzo. Il 5 luglio firma un contratto coi Cavs. Esordisce nella NBA il 30 ottobre nella vittoria contro i Washington Wizards, dove mette a tabellino 17 punti, 2 rimbalzi e 3 palle rubate in 28 minuti. Il 14 gennaio nel match contro i Sacramento Kings mette a segno il suo career-high di 33 punti e, accanto a questi, 5 assist e 2 rimbalzi. Venerdì 15 febbraio partecipa al NBA Rising Stars Challenge nell'NBA All-Star Weekend 2013: partendo in panchina nelle file del team Shaq, mette a referto 23 punti, 3 assist e una palla rubata in 18 minuti. Il 1º marzo 2013 viene eletto Rookie Of The Month della Eastern Conference per il mese di febbraio. Il 14 febbraio 2014 riprende parte all'NBA Rising Stars Challenge nel team di Grant Hill. Partendo dalla panchina, giocando circa 22 minuti, mette a segno 31 punti.

#### Oklahoma City Thunder (2015-2016)

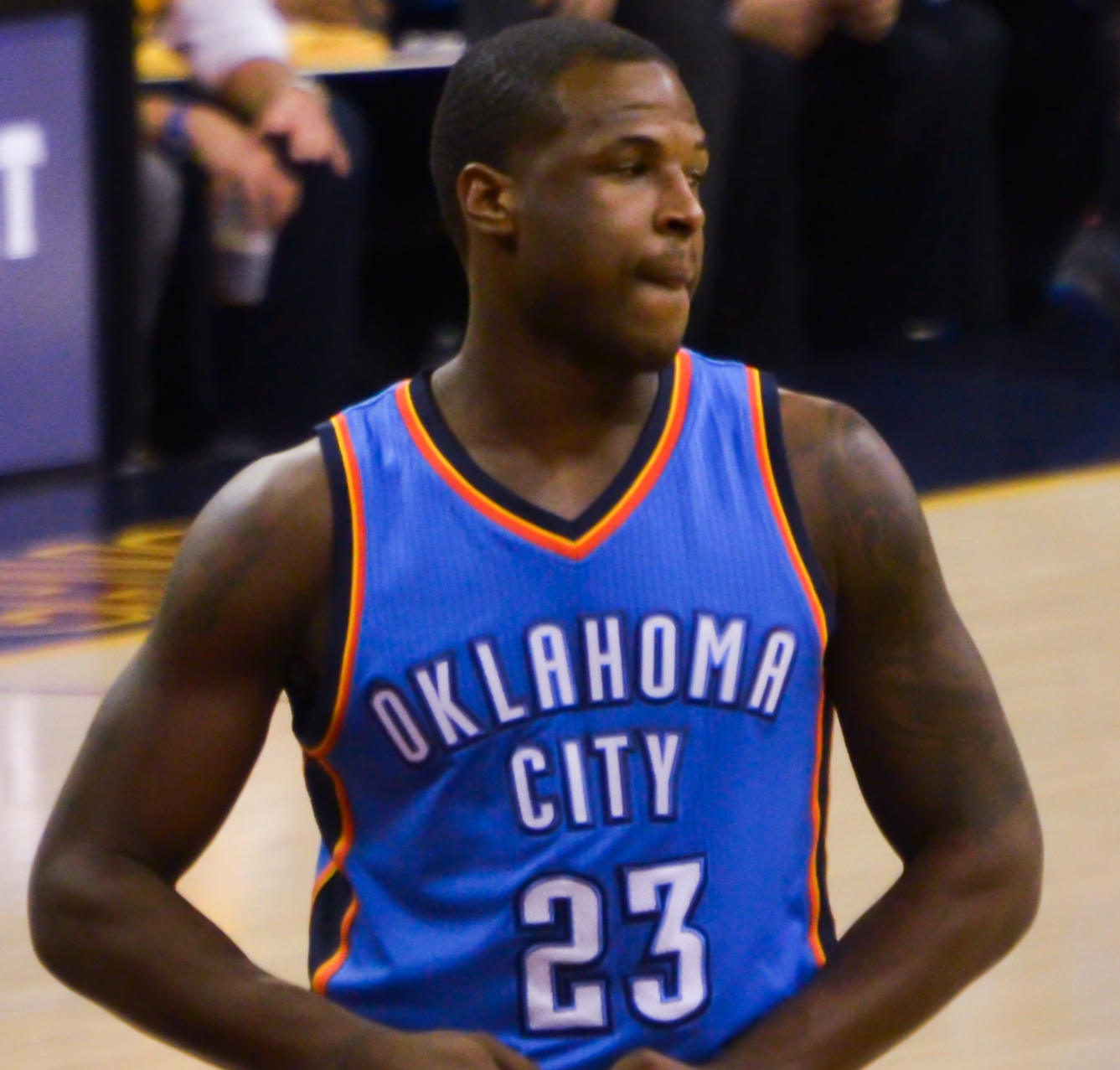
Waiters con la divisa degli Oklahoma City Thunder nel 2015

Il 6 gennaio 2015 venne acquisito dagli Oklahoma City Thunder in uno scambio a tre squadre (New York Knicks e Cleveland Cavaliers) che ha coinvolto anche J.R. Smith e Iman Shumpert. Nei playoff 2016 è protagonista in positivo per la squadra aiutandola ad arrivare in finale di conference, dove viene eliminata dai Golden State Warriors.

#### Miami Heat (2016-2020)
Terminata l'esperienza con i Thunder, il 26 luglio 2016 sigla un contratto con i Miami Heat, dopo aver rifiutato offerte provenienti dai Philadelphia 76ers e dai Brooklyn Nets. Esordisce per la squadra di Miami il 26 ottobre nella vittoria per 108–96 contro gli Orlando Magic, mettendo a segno 9 punti, 6 rimbalzi e 4 assist in 34 minuti di gioco. Il 26 novembre sigla un season-high coi 28 punti segnati nella sconfitta per 110–107 contro i Memphis Grizzlies. Alcuni giorni dopo gli venne riscontrato uno stiramento al muscolo pettineo che lo costringe a uno stop di un mese.
Dopo aver saltato 20 partite tornò in azione il 4 gennaio 2017 contro i Sacramento Kings. Il cestista di Filadelfia inizia quindi a ritagliarsi un ruolo chiave nella formazione di Erik Spoelstra, e il 21 gennaio seguente eguagliò il suo career-high con una prestazione di 33 punti nella vittoria per 109–97 contro i Milwaukee Bucks. Due giorni dopo realizzò altrettanti punti nella vittoria per 105–102 contro i Golden State Warriors, mettendo a segno la tripla decisiva a meno di un secondo dal termine della partita. Segnò 19 punti il 28 gennaio nella gara vinta in trasferta dagli Heat per 100-88 contro i Chicago Bulls. Nonostante lui stesse viaggiando su un'ottima media punti (15,8 a partita), in marzo subì un infortunio alla caviglia che gli fece concludere anzitempo la stagione, facendogli saltare le ultime 13 partite.
Il 7 luglio 2017 firma un prolungamento quadriennale con la franchigia, garantendosi all'incirca 47 milioni di dollari. Il suo esordio nella nuova stagione è nella prima partita dell'anno in una sconfitta a Orlando 116-109 dove totalizza 15 punti. Il 30 ottobre pareggia il suo carrer-high di punti, 33, nella sconfitta 122-125 in casa contro Minnesota. Nel gennaio 2018 i suoi problemi alla caviglia sinistra lo costringono a terminare anticipatamente la stagione e il 22 gennaio a operarsi per correggere la sua instabilità a essa. Contemporaneamente viene anche riparata una frattura preesistente al suo osso navicolare. Nonostante la mancanza del suo contributo la squadra riesce comunque ad aggiudicarsi un piazzamento per i playoff, dove però viene sconfitta al primo turno da Philadelphia col punteggio di 1-4.
Dopo una stagione 2018-19 da 12 punti di media, in quella successiva disputa solo tre partite (la prima di queste il 25 gennaio 2020, dove ha segnato 14 punti contro i Los Angeles Clippers) a causa di frizione con la franchigia con cui arriva alla rottura tanto da finirne ai margini. Il 6 febbraio 2020 viene ceduto via trade ai Memphis Grizzlies, che lo tagliano dopo due giorni.

#### Los Angeles Lakers (2020-)
Il 6 marzo 2020 viene ingaggiato dai Los Angeles Lakers con un minimo salariale, dopo il taglio di Troy Daniels avvenuto qualche giorno prima. Waiters era stato sondato dai gialloviola assieme al veterano J.R. Smith, prima di essere preferito a quest'ultimo.

## Statistiche

### College
| Anno      | Squadra         | PG | PT | MP   | TC%  | 3P%  | TL%  | RP  | AP  | PRP | SP  | PP   |
| --------- | --------------- | -- | -- | ---- | ---- | ---- | ---- | --- | --- | --- | --- | ---- |
| 2010-2011 | Syracuse Orange | 34 | 0  | 16,3 | 41,1 | 32,9 | 81,3 | 1,6 | 1,5 | 1,1 | 0,1 | 6,6  |
| 2011-2012 | Syracuse Orange | 37 | 0  | 24,1 | 47,6 | 36,3 | 72,9 | 2,3 | 2,5 | 1,8 | 0,3 | 12,6 |
| Carriera  | Carriera        | 71 | 0  | 20,4 | 45,3 | 34,8 | 75,3 | 1,9 | 2,0 | 1,5 | 0,2 | 9,7  |

### NBA

#### Regular Season
| Anno       | Squadra             | PG  | PT  | MP   | TC%  | 3P%  | TL%  | RP  | AP  | PRP | SP  | PP   |
| ---------- | ------------------- | --- | --- | ---- | ---- | ---- | ---- | --- | --- | --- | --- | ---- |
| 2012-2013  | Cleveland Cavaliers | 61  | 48  | 28,8 | 41,2 | 31,0 | 74,6 | 2,4 | 3,0 | 1,0 | 0,3 | 14,7 |
| 2013-2014  | Cleveland Cavaliers | 70  | 24  | 29,6 | 43,3 | 36,8 | 68,5 | 2,8 | 3,0 | 0,9 | 0,2 | 15,9 |
| 2014-2015  | Cleveland Cavaliers | 33  | 3   | 23,8 | 40,4 | 25,6 | 78,3 | 1,7 | 2,2 | 1,3 | 0,3 | 10,5 |
| 2014-2015  | Oklahoma Thunder    | 47  | 20  | 30,3 | 39,2 | 31,9 | 62,5 | 2,9 | 1,9 | 1,0 | 0,2 | 12,7 |
| 2015-2016  | Oklahoma Thunder    | 78  | 15  | 27,6 | 39,9 | 35,7 | 71,3 | 2,6 | 2,0 | 1,0 | 0,2 | 9,8  |
| 2016-2017  | Miami Heat          | 46  | 43  | 30,1 | 42,4 | 39,4 | 64,6 | 3,3 | 4,3 | 0,9 | 0,4 | 15,8 |
| 2017-2018  | Miami Heat          | 30  | 30  | 30,6 | 39,8 | 30,6 | 73,9 | 2,6 | 3,8 | 0,8 | 0,3 | 14,3 |
| 2018-2019  | Miami Heat          | 44  | 28  | 25,9 | 41,4 | 37,7 | 50,0 | 2,6 | 2,8 | 0,7 | 0,2 | 12,0 |
| 2019-2020† | Miami Heat          | 3   | 0   | 14,0 | 38,5 | 47,1 | 0,0  | 3,7 | 1,0 | 0,0 | 0,7 | 9,3  |
| 2019-2020† | L.A. Lakers         | 7   | 0   | 23,6 | 42,5 | 23,3 | 87,5 | 1,9 | 2,4 | 0,6 | 0,6 | 11,9 |
| Carriera   | Carriera            | 419 | 211 | 28,2 | 41,2 | 34,6 | 69,4 | 2,6 | 2,8 | 0,9 | 0,3 | 13,1 |

#### Play-off
| Anno     | Squadra          | PG | PT | MP   | TC%  | 3P%  | TL%  | RP  | AP  | PRP | SP  | PP  |
| -------- | ---------------- | -- | -- | ---- | ---- | ---- | ---- | --- | --- | --- | --- | --- |
| 2016     | Oklahoma Thunder | 18 | 0  | 27,3 | 41,7 | 37,5 | 66,7 | 2,6 | 2,3 | 0,6 | 0,2 | 8,4 |
| 2020     | L.A. Lakers      | 5  | 0  | 7,6  | 33,3 | 0,0  | 100  | 0,4 | 0,4 | 0,2 | 0,2 | 2,0 |
| Carriera | Carriera         | 23 | 0  | 23,0 | 41,0 | 35,0 | 68,8 | 2,1 | 1,9 | 0,5 | 0,2 | 7,0 |

## Palmarès
- Campionato NBA: 1

Los Angeles Lakers (2020)
- NBA All-Rookie First Team (2013)